# Joachim Erwin

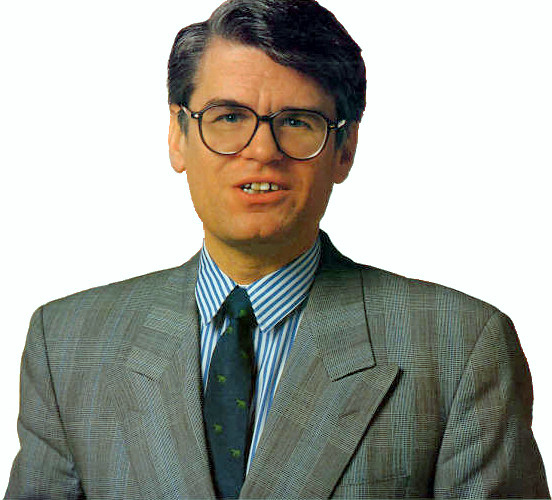
Joachim Erwin 1990

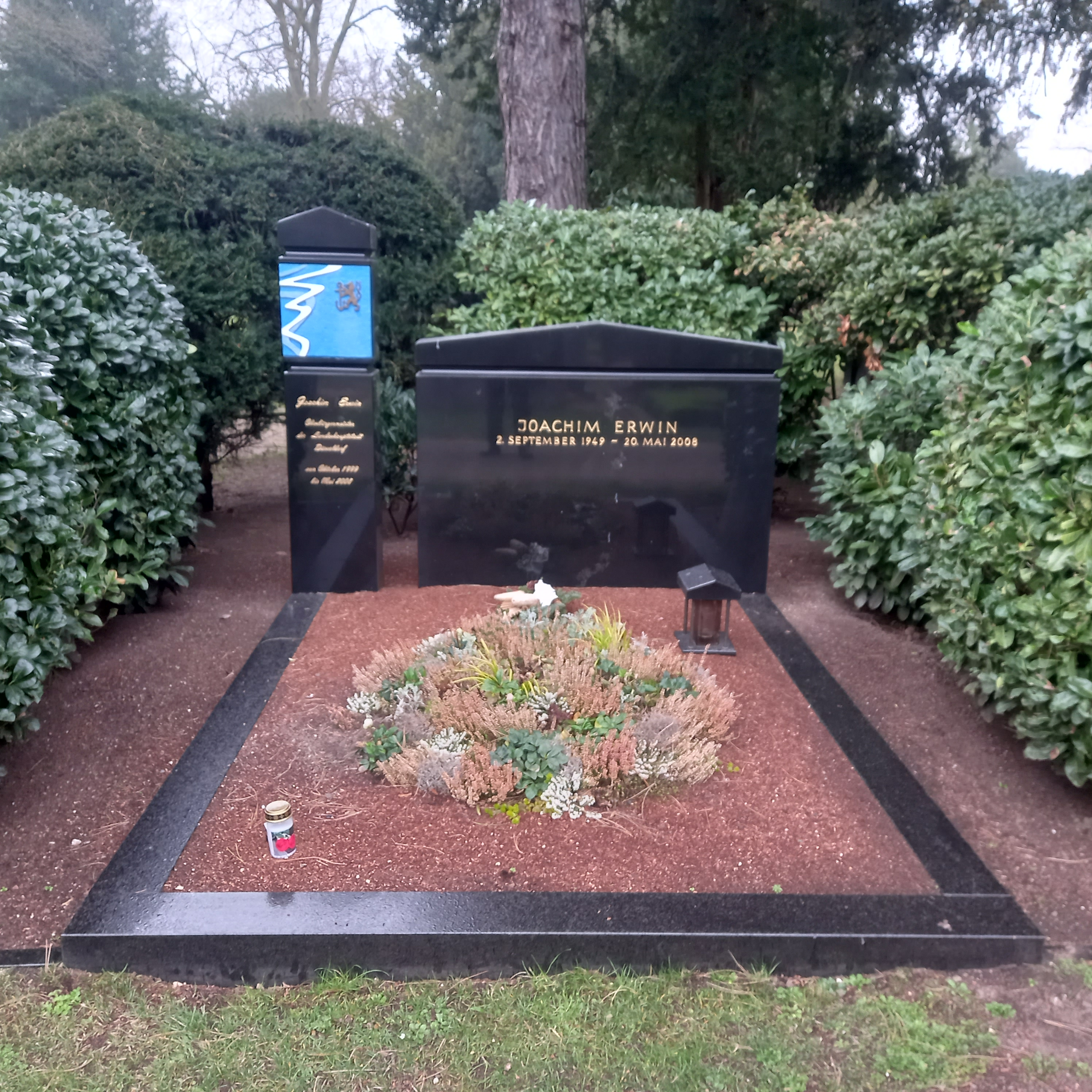
Grab auf dem Nordfriedhof

Joachim Erwin (* 2. September 1949 in Stadtroda, Thüringen; † 20. Mai 2008 in Düsseldorf) war ein deutscher Jurist und CDU-Kommunalpolitiker. Von 1999 bis zu seinem Tod war er Oberbürgermeister von Düsseldorf.

## Leben
Mit drei Jahren kam Erwin mit seiner Familie zunächst nach Wuppertal und mit elf Jahren schließlich nach Düsseldorf. 1968 legte er sein Abitur am Humboldt-Gymnasium Düsseldorf ab. Danach studierte er an der Ruhr-Universität Bochum Rechtswissenschaften, Sport und Hispanistik. Seit 1976 war er als Rechtsanwalt in Düsseldorf tätig. Als Mitglied der CDU war er zwischen 1975 und 1988 im Düsseldorfer Stadtrat, danach Mitglied im nordrhein-westfälischen Landtag, seit 1994 erneut im Stadtrat. 1998 wurde er zum Bürgermeister der Stadt Düsseldorf gewählt. Seit der Kommunalwahl im Jahre 1999 war Erwin Oberbürgermeister, als Nachfolger von Marie-Luise Smeets (Oberbürgermeisterin von 1994 bis 1999). Dieses Amt behielt er bis zu seinem Tod.
Joachim Erwin starb am 20. Mai 2008 im Augusta-Krankenhaus Düsseldorf an einer im Jahre 2003 festgestellten Darmkrebserkrankung. Er hinterließ seine Ehefrau sowie zwei erwachsene Kinder, darunter die Tochter Angela Erwin (* 1980), die bei der NRW-Landtagswahl 2017 als Direktkandidatin (Landtagswahlkreis Düsseldorf III) in den Landtag NRW einzog, und einen Sohn. Die Beisetzung erfolgte in einem Ehrengrab auf dem Düsseldorfer Nordfriedhof.

## Direktwahlen zum Oberbürgermeister
Durch eine Änderung des Kommunalwahlgesetzes wurden die Oberbürgermeister, Bürgermeister und Landräte in NRW ab 1999 direkt gewählt, statt durch den Stadtrat.
Als Erwin bei den Kommunalwahlen 1999 erstmals für das Oberbürgermeisteramt in Düsseldorf kandidierte, galt bereits die neue Bestimmung. Seine sozialdemokratische Gegenkandidatin und bisherige Amtsinhaberin Marie-Luise Smeets hatte fünf Jahre lang die erste rot-grüne Stadtregierung des traditionell eher christdemokratischen Düsseldorfs geführt. Erwin erhielt im ersten Wahlgang 48,3 % der Wählerstimmen, Smeets 45,3 %. Den Vorsprung konnte er im zweiten Wahlgang mit 50,8 % der Wählerstimmen knapp vor Smeets verteidigen, die auf 49,2 % kam. Erwin wurde damit der erste direkt gewählte Oberbürgermeister von Düsseldorf.
Bei der Kommunalwahl 2004 wurde Joachim Erwin mit 50,4 % der abgegebenen Stimmen (Wahlbeteiligung 53,1 %) im ersten Wahlgang wiedergewählt.

## Politik
Als Oberbürgermeister war Erwin oberster Dienstvorgesetzter der Stadtverwaltung und Vorsitzender des Stadtrats sowie des Haupt- und Finanzausschusses. Er war zudem Vorsitzender des Aufsichtsrates der Messe Düsseldorf GmbH, des Fußballvereins Fortuna Düsseldorf sowie des Verwaltungsrates der Stadtsparkasse Düsseldorf und Mitglied im Aufsichtsrat des Flughafens Düsseldorf. Im Rat wurde seine Politik seit 1999 von einer Mehrheit von CDU und FDP – zeitweise beruhend auf einem Koalitionsvertrag – weitestgehend mitgetragen. Meistens bestand zwischen den Parteien aber keine formale Kooperationsvereinbarung, so dass erstmals in der Debatte um die Düsseldorf Arcaden am Bahnhof Bilk im Juli 2005 keine Ratsmehrheit zustande kam. Im Juni 2006 wurde dieses Projekt aber in geheimer Abstimmung mit knapper Mehrheit beschlossen und das Haus im September 2008 eröffnet.
In seine zweite Amtszeit fällt auch die Einführung der sogenannten „Düsseldorfer Straßensatzung“, der in Teilen heftig umstrittenen Ordnungsbehördlichen Verordnung zur Aufrechterhaltung der öffentlichen Sicherheit und Ordnung in der Landeshauptstadt Düsseldorf (DStO).
Über Düsseldorfs Grenzen hinaus bekannt wurde er durch die letztlich erfolglosen Bewerbungen der Landeshauptstadt als Austragungsstätte der Fußball-Weltmeisterschaft 2006 und der Olympischen Spiele 2012.
Unter Erwin war Düsseldorf eine der wenigen Großstädte Deutschlands, die einerseits – begünstigt durch eine gute Entwicklung der Wirtschaft und der Steuereinnahmen – seit Jahren einen ausgeglichenen Haushalt aufwies und andererseits durch Privatisierungen die Verschuldung deutlich senken konnte. Insbesondere veräußerte die Stadt unter Federführung Erwins eine Mehrheitsbeteiligung an den Stadtwerken Düsseldorf (an EnBW) sowie Anteile am Energiekonzern RWE. Nach Vorstellung Erwins und der schwarz-gelben Ratsmehrheit sollte die Stadt bis Ende 2006 schuldenfrei sein. Am 12. September 2007 erklärte Erwin Düsseldorf für schuldenfrei. Die Beibehaltung dieser Schuldenfreiheit wurde jedoch in den darauffolgenden Jahren unter seinem Nachfolger Dirk Elbers von verschiedenen Stellen angezweifelt.
Nach seinem Tode würdigten Vertreter aller Parteien sowie die örtliche Presse unisono, dass die wirtschaftliche und städtebauliche Fortentwicklung sowie das gestiegene Ansehen Düsseldorfs in der Welt eines der großen Verdienste Erwins sei, für das er sich noch bis wenige Tage vor dem Tode vehement engagierte. So habe er weltweit bekannte Architekten, Künstler und Unternehmen für Projekte in der Stadt begeistern können.
Angesichts seines nahenden Todes hinterließ Erwin ein „politisches Vermächtnis“ an Bürger und Politiker der Stadt, das posthum auf der Website der Stadt veröffentlicht wurde.

## Amtsführung als Oberbürgermeister

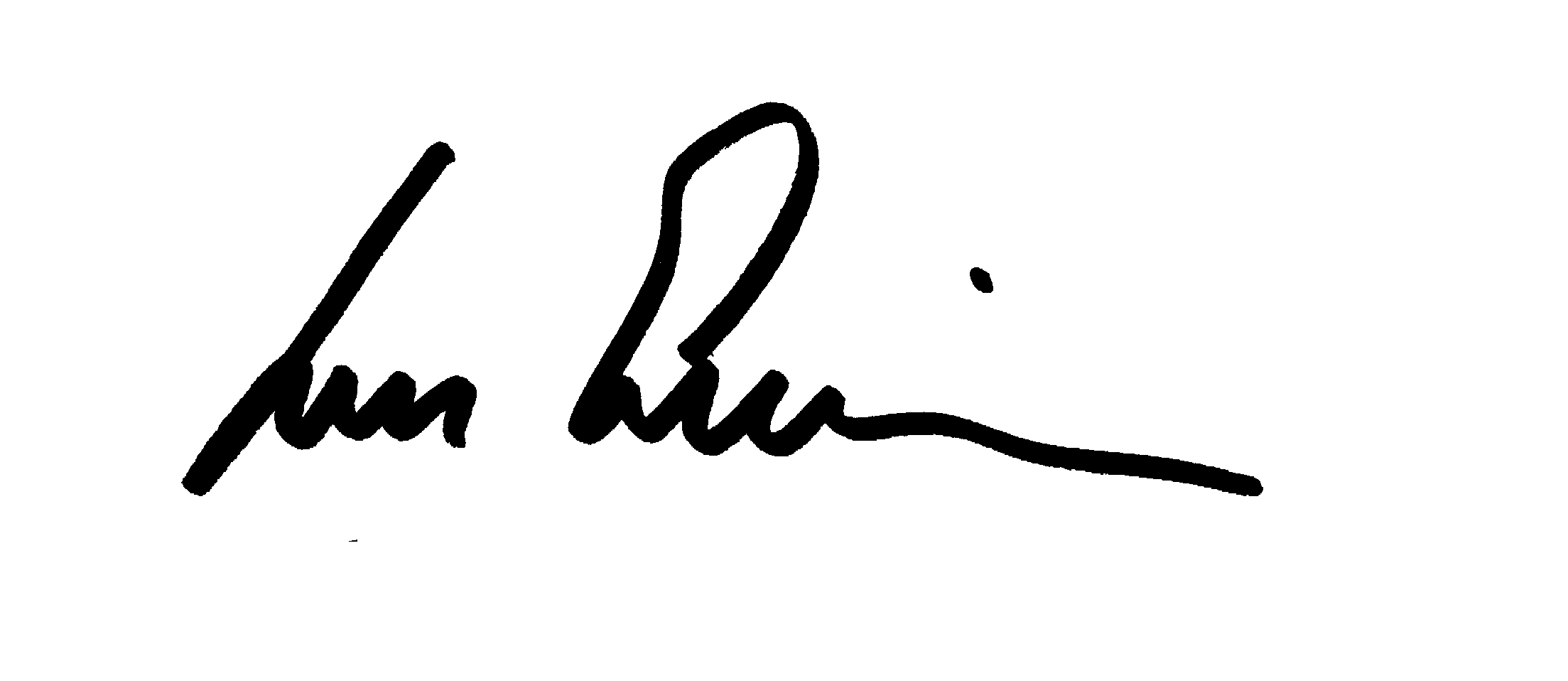
Joachim Erwins Unterschrift

Erwins Eintreten für große Bauprojekte wie die LTU arena, den Medienhafen (die Planung fand bereits vor seiner Amtsführung statt), die Düsseldorf Arcaden und den Kö-Bogen führte zu einer wachsenden Polarisierung der Öffentlichkeit. Die einen warfen ihm Größenwahn vor, die anderen begrüßten seinen Versuch, Düsseldorf als boomenden Wirtschaftsstandort und Besuchermagneten zu etablieren. 2006 wurde der ebenfalls in Erwins Ägide fallende ISS Dome eröffnet. Besonders umstritten war der Verkauf der Mehrheit der Stadtwerke Düsseldorf an die EnBW, da dieser unmittelbar nach dem Auslaufen der Bindefrist eines gegenteiligen Bürgerentscheid erfolgte, während ein erneuter Bürgerentscheid vorbereitet wurde. Letztlich erreichte Erwin durch diesen Verkauf allerdings sein Ziel der Schuldenfreiheit der Stadt.
Mit der SPD-Landesregierung (bis Mai 2005), der CDU-Landesregierung, dem ehemaligen sowie dem amtierenden Polizeipräsidenten Düsseldorfs lag Erwin häufig in einem pressewirksamen Disput zu Themen der Sicherheits- und Finanzpolitik. Sein öffentliches Auftreten wurde hierbei oft als ungeschickt eingestuft. Sein hartes Vorgehen gegen das Zeltlager einer Gruppe von Roma zählte ebenso dazu, wie der Streit um die Düsseldorf Arcaden sowie den Golzheimer Friedhof und den Verkauf des Jan-Wellem-Platzes. In beiden letztgenannten Fällen versuchte Erwin zunächst, einen Bürgerentscheid formal zu verhindern. Dies gelang ihm juristisch zwar nicht, er gewann jedoch die anschließenden Abstimmungen, da sie das notwendige Quorum nicht erreichten.
2003 bezeichnete Erwin während einer Pressekonferenz vor sechzig Journalisten ein PDS-Ratsmitglied als „verrückten Kommunisten“. Diese Aussage wurde ihm als Schmähkritik gerichtlich unter Androhung eines Zwangsgeldes untersagt, nachdem er eine vom Gericht vorgeschlagene gütliche Einigung abgelehnt hatte. Mit der anschließend geäußerten Richterschelte zog Erwin eine harsche Kritik des NRW-Justizministeriums auf sich.
Ebenfalls 2003 wurde bekannt, dass gegen Erwin wegen des Anfangsverdachts auf Steuerhinterziehung ermittelt wird. Es ging dabei um knapp 90.000 Euro steuerlich nicht deklarierter Einnahmen. Das Ermittlungsverfahren wurde jedoch mangels hinreichenden Tatverdachts eingestellt. Erwin selbst vermutete hinter der Anzeige ein Wahlkampfmanöver der Opposition.
2005 war seine Rolle in der Veräußerung von Schloss Eller an die Provinzial-Versicherung umstritten, nachdem bekannt wurde, dass er im Verwaltungsrat des Unternehmens saß. Ebenfalls im Fokus stand seine Personalpolitik, die als Günstlingswirtschaft kritisiert wurde.
Vielfach wurde die fehlende Bürgerbeteiligung bei politischen Entscheidungen kritisiert. Als Beispiele hierzu wurde der Verkauf von Anteilen an den Düsseldorfer Stadtwerken sowie der Bau der Düsseldorf Arcaden und des Kö-Bogens genannt. Andere wiederum lobten vor allem seine Wirtschafts- und Finanzpolitik sowie das hohe Maß an Investitionen.
Seit 2005 war Erwin einer der stellvertretenden Präsidenten des Deutschen Städtetages.

## Film- und Fernsehauftritte
In der Folge Entführt der Serie Alarm für Cobra 11 (Folge 166, Staffel 20) war Joachim Erwin in der Rolle eines Rechtsanwaltes zu sehen; im Jahr 2006 verkörperte er sich selbst in der Daily-Soap Verbotene Liebe. In dem Kinofilm Beautiful Bitch spielte er einen Supermarktkassierer.

## Ehrung
Im Jahre 2017 wurde ihm ein Teil des umgestalteten Jan-Wellem-Platzes neben dem östlichen der beiden Libeskind-Gebäude am Kö-Bogen als Joachim-Erwin-Platz gewidmet. Der Kö-Bogen war ein Projekt, für das er sich während seiner Amtszeit eingesetzt hatte.

## Biografie
- Joachim Erwin – 1949–2008. Droste, Düsseldorf 2008, ISBN 978-3-7700-1312-8.